# Râul Ciortosu
Râul Ciortosu este un curs de apă, afluent al râului Nadeș. 

## Hărți
- Harta județului Mureș